# Rożki (rejon miadzielski)
Rożki (biał. Ражкі; ros. Рожки) – wieś na Białorusi, w obwodzie mińskim, w rejonie miadzielskim, w sielsowiecie Miadzioł.

## Historia
W czasach zaborów wieś w granicach Imperium Rosyjskiego.
W dwudziestoleciu międzywojennym wieś i folwark leżały w Polsce, w województwie wileńskim, w powiecie duniłowickim (od 1926 postawskim), w gminie Miadzioł a następnie w gminie Hruzdowo.
Według Powszechnego Spisu Ludności z 1921 roku wieś i zaścianek zamieszkiwało 161 osób, 100 było wyznania rzymskokatolickiego a 60 prawosławnego. Jednocześnie 60 mieszkańców zadeklarowało polską przynależność narodową, 60 białoruską a 1 inną. Było tu 31 budynków mieszkalnych. Wykaz miejscowości wyróżnia wieś i folwark. W 1931 wieś w 32 domach zamieszkiwało 165 osób, a folwark liczył 1 dom i 8 mieszkańców.
Wierni należeli do parafii rzymskokatolickiej i prawosławnej w Hruzdowie. Miejscowość podlegała pod Sąd Grodzki w Postawach i Okręgowy w Wilnie; właściwy urząd pocztowy mieścił się w Hruzdowie.
W 1938 roku miejscowość należała do gromady Rożki gminy Hruzdowo.
Po agresji ZSRR na Polskę w 1939 roku wieś znalazła się w granicach BSRR. W latach 1941–1944 była pod okupacją niemiecką. Następnie leżała w BSRR. Od 1991 roku w Republice Białorusi.